# Гущин, Иван Витальевич
Иван Витальевич Гущин (17 декабря 1934, д. Старый Спор, Кличевский район, Могилёвская область — 5 февраля 2018, Гродно) — советский и белорусский учёный, педагог, доктор юридических наук (1988), профессор (1990), член Совета по защите диссертаций Д 07.02.01 при Национальном центре законодательских и правовых исследований Республики Беларусь, академик Международной Академии организационных и управленческих наук (2004).

## Биография
Родился 5 февраля 1934 года в деревне Старый Спор Кличевского района (ныне Могилёвской области) Белорусской ССР.
В годы Великой Отечественной войны его родители, старший брат и сестра сражались в партизанском отряде, который дислоцировался на территории Кличевского района Могилёвской области. С 1942 года юный Иван также участвовал в партизанском движении. В августе того же года во время боя около деревни Старый Спор был тяжело ранен. 29 апреля 1944 года карательный отряд немцев окружил деревню, которую сжёг. Часть жителей сожгли, а часть согнали к большой яме и расстреляли. В числе расстрелянных был и Иван Витальевич. Вскоре в горящую деревню вступили партизаны и быстро раскопали братскую могилу, в которой нашли живыми только Ивана Витальевича, на теле которого были четыре ранения, и ещё одну девочку. В партизанском госпитале Ивану Витальевичу сделали операцию, отняв перебитую пулей кисть правой руки.
С 1945 г. жил и воспитывался в детском доме в деревне Несята Кличевского района, с 1947 г. — в детском доме г. Барановичи, где учился в школе. С 7-го класса совмещал работу с учёбой в школе трудовой молодёжи № 1 г. Барановичи, которую закончил в 1953 г. Поступил учиться на юридический факультет Белорусского государственного университета имени В. И. Ленина.
С августа 1958 по март 1959 г. работал следователем-стажёром в прокуратуре Ошмянского района Минской области. В 1959 г. был назначен следователем прокуратуры Мядельского района Минской области, в августе 1961 г. — прокурором Мядельского района, в сентябре 1963 г. — межрайонным прокурором Вилейского района.
С октября 1965 по март 1967 г. учился в аспирантуре Всесоюзного заочного юридического института в г. Москве, которую закончил с досрочной защитой кандидатской диссертации 10 марта 1967 г. Была присвоена научная степень кандидата юридических наук. После окончания аспирантуры был направлен на работу старшим преподавателем во Всесоюзный юридический заочный институт г. Калининграда, который позднее был преобразован в юридический факультет Калининградского государственного университета. В 1971 г. было присвоено звание доцента.
Фактически стоял у истоков создания, становления и развития юридического факультета Калининградского государственного университета, где был заведующим кафедры гражданского и трудового права. В октябре 1971 г. был выбран секретарём партийного комитета Калининградского государственного университета.
В июне 1976 г. попросили на работу в Карагандинский государственный университет на юридический факультет, где работал заведующим кафедрой гражданского и трудового права.
С июля 1978 г. работал в Гродненском государственном университете. Работал на должностях: доцента кафедры истории СССР и БССР и исполнял обязанности декана юридического факультета (1978 г.); заведующего кафедрой государства и права отделения правоведение исторического факультета (1979 г.); заведующего кафедрой трудового, гражданского права и правоведения (1980 г.); профессора кафедры трудового, гражданского права и правоведения (1988 г.).
В 1988 г. назначен на должность заведующего кафедрой государственного, трудового и сельскохозяйственного права.
С 1990 по 1994 г. был деканом факультета правоведения, а с 1994 по 1996 г. — деканом факультета права и экономики. С 2002 по 2003 г. работал деканом юридического факультета. С 1988 г. являлся заведующим кафедры государственного, трудового и сельскохозяйственного права юридического факультета. В 1981 г. в Харьковском юридическом институте была защищена докторская диссертация «Правовые проблемы социального обеспечения колхозного крестьянства». Однако ВАК СССР диссертацию более семи лет не утверждал. После ещё дважды выходил на защиту диссертации: в 1985 г. — в Институте государства и права Академии наук СССР и в марте 1987 г. — в Институте философии и права Академии наук Казахской ССР. В 1988 г. был выдан диплом доктора юридических наук и в 1990 г. присвоено звание профессора. В июне 2003 г. выбран членом-корреспондентом, а в 2004 г. — академиком Международной академии организационных и управленческих наук.

## Научная деятельность
В Гродненском государственном университете имени Янки Купалы Иван Гущин создал научную школу «Защита социальных, трудовых, аграрных, сельскохозяйственных и природоохранных прав граждан Республики Беларусь», которая зарегистрирована и аттестована НАН Беларуси. Является автором более 200 научных работ, в их числе монографии, учебные пособия, а также научные статьи.

### Основные работы
- Принципы трудового процессуально-процедурного права // Социальное и пенсионное право.- Москва, 2006.- № 1.- С. 29-32.
- Понятие и виды принципов трудового процессуально-процедурного права как самостоятельной отрасли права Республики Беларусь // Проблемы правового регулирования экономических отношений на современном этапе: Сборник материалов Международной науч.-практич. конф., Гродно, 2006 г. / Отв. редактор В. С. Елисеев.- Гродно: ГрГУ, 2006.- С. 31-37;
- Юридические процедуры в трудовом процессуально-процедурном праве // Нормативная основа правовой системы Республики Беларусь: материалы респ. науч.-практич. конф., Гродно 28-29 апреля 2006 г. / Гродн. гос. ун-т.; Под ред. д-ра юрид. наук, проф. Н. В. Сильченко.- Гродно: ГрГУ, 2006.- С. 310—319;
- Трудовое процессуально-процедурное право — новая самостоятельная отрасль права, ее предмет, метод и система // Современные проблемы трудового права и права социального обеспечения: материалы международной научно-практической конференции (г. Минск, 22-23 июня 2006 г.) / науч. ред. А. А. Войтик [и др.].- Минск БГУ, 2006.- С. 176—185;
- Источники трудового процессуально-процедурного права: понятие и виды // Веснік Гродзенскаго дзяржаўнага універсітэта iмя Янкi Купалы. Серыя 4. Правазнаўства. Псіхалогія № 3 (58), 2007. — С. 56-65. Юридические процедуры, возникающие при заключении, изменении и прекращении трудового договора (контракта) // Веснік Гродзенскаго дзяржаўнага універсітэта iмя Янкi Купалы. Серыя 4. Правазнаўства. Псіхалогія № 4 (62), 2007. — С. 24-30.
- Трудовое процессуальное право: учебник / И. В. Гущин [и др.]; под общ. Ред. И. В. Гущина. — Минск: Тесей, 2008. (С грифом Министерства образования). — 468 с. Трудовое процессуально-процедурное право: Курс лекций / И. В. Гущин [и др.]; Под общ. Ред. И. В. Гущина. — Минск: Дикта, 2008. — 548 с.
- Юридический процедуры, возникающие при регулировании отношений в сфере занятости и трудоустройства населения в Республике Беларусь // Веснік Гродзенскага дзяржаўнага універсітэта iмя Янкi Купалы. Серыя 4. Правазнаўства. № 1 (66), 2008. — С. 64-68.
- Юридические процедуры, возникающие при регулировании рабочего времени // Вестник Гродненского государственного университета имени Я. Купалы. Серия 4. Правоведение. № 2 (84). — 2009. — С.41-51. Понятие, виды и порядок исчисления сроков в трудовом процессуальном праве // Научно-практический журнал «Прово.by». — № 2. — 2009. — С.70-76.
- Юридические процедуры, возникающие при правовом регулировании времени отдыха работников // Конституционно-правовое регулирование общественных отношений в Республике Беларусь и других европейских государствах: сб. науч. ст., посвящ. 20-летию каф. гос., тр. и с.-х. права ГрГУ им. Я. Купалы / ГрГУ им. Я.Купалы; редкол.: Л. Я. Абрамчик [и др.]. — Гродно: ГрГУ, 2009. — С. 128—140.
- Правовое регулирование отношений в сфере занятости и трудоустройства // Защита трудовых и других социально-экономических прав граждан Республики Беларусь: сб. науч. ст. / ГрГУ им. Я. Купалы; редкол.: Л. Я. Абрамчик [и.др.]. — Гродно: ГрГУ, 2009. — С.67-75.
- Юридические процедуры, возникающие при материальной ответственности работников за ущерб, причиненный нанимателю / Современные тенденции кодификации законодательства (10 лет ГРК, ХПК, ТК РБ): сборник материалов Междунар. Науч.-практич. Конф., Минск, 6 ноября 2009 г. / Редкол.: Т. А. Белова [и др.] / НЦЗПИ; БГУ.- Минск: Белпринт, 2009.- С. 362—371. Трудовое право: учеб-метод комплекс / И. В. Гущин [и др.]; под. общ. ред. И. В. Гущина. — Гродно, ГрГУ, 2010.
- Дисциплинарная ответственность работников за нарушение трудовой и производственной дисциплины в Республике Беларусь / И. В. Гущин // Трудовое право в России и за рубежом. — № 2. — 2010. — С. 33 — 36.
- Особенности правового регулирования порядка предоставления гражданам Республики Беларусь адресных льгот как вида их социального обеспечения / И. В. Гущин // Веснік Гродзенскага дзяржаўнага універсітэта iмя Янкi Купалы. Серыя 4. Правазнаўства. — № 4. — 2010. — С. 51 — 62.
- Особенности правового регулирования порядка предоставления отдельным категориям граждан Республики Беларусь бесплатного или льготного обеспечения лекарственными средствами и перевязочными материалами / И. В. Гущин // Pravo.by. — 2010. — № 2. — С. 21-26.
- Право граждан, пострадавших от катастрофы на ЧАЭС, на социальную защиту / И. В. Гущин // Веснік Гродзенскага дзяржаўнага універсітэта iмя Янкi Купалы. Серыя 4. Правазнаўства. — № 3 (100). — 2010. — С. 30 — 36.
Премии и награды

## Премии и награды
Отмечен знаком «Отличник высшей школы Российской Федерации». Награждён медалями «Ветеран труда» и «Партизан Великой Отечественной войны», Почётными грамотами Министерства образования Республики Беларусь, Министерства юстиции Республики Беларусь и Гродненского облисполкома.
В 2009 году Указом Президента Республики Беларусь объявлена благодарность за вклад в развитие в стране высшего образования и подготовку высоквалифицированных кадров юристов, вклад в развитие юридической науки в Республике Беларусь.